# Dominika Włodarczyk (wielrenster)
Dominika Włodarczyk (27 januari 2001) is een Pools wielrenster die tussen 2021 en 2023 reed voor MAT Atom Deweloper Wrocław en sinds 2024 voor UAE Team ADQ.

## Carrière
Włodarczyk nam in 2019 voor het eerst deel aan een profwedstrijd, de Ronde van Toscane welteverstaan. Haar eerste professionele zege boekte ze in 2021, in de Belgrade GP Woman Tour, een nieuwe wedstrijd op Servische bodem, ze won hier het b-gedeelte van de tweede etappe en het jongerenklassement. Een jaar later won Włodarczyk drie etappes en vier verschillende klassementen. Daarnaast behaalde ze een tiental aan podiumplaatsen in verschillende meerdaagse etappewedstrijden. Ook nam ze in 2022 voor het eerst deel aan het Wereldkampioenschap op de weg, hier finishte ze als 45e.
In 2023 boekte Włodarczyk vijf etappezeges en won ze maar liefst zeven verschillende klassementen van meerdaagse etappewedstrijden. Naast het Wereldkampioenschap op de weg waar ze dat jaar als 43e finishte, eindigde ze een ander moment buiten de top-20 van een wedstrijd waar ze aan deelnam, een 27e plaats in de Ronde van Toscane. Gezien de prestaties van Włodarczyk in 2023 zowaar een uitzondering te noemen. Naast haar overwinningen behaalde ze ereplaatsen in onder andere GP du Morbihan en Gracia Orlová. Eveneens in 2023 tekende ze een contract bij de ploeg UAE Team ADQ met ingang van 2024 voor twee seizoenen.

## Palmares

### Veldrijden

#### Resultatentabel elite
| Seizoen   |    | WK | EK | PK |    | Klassementen | Klassementen | Klassementen | Klassementen | Klassementen |       | UCI- ranking |  | Podia | Podia | Podia | Aantal crossen |
| Seizoen   | WB | WK | EK | PK | SP | Trofee       | TOI          | Swiss        | Goud         | Zilver       | Brons | UCI- ranking |  |       |       |       | Aantal crossen |
| --------- | -- | -- | -- | -- | -- | ------------ | ------------ | ------------ | ------------ | ------------ | ----- | ------------ |  | ----- | ----- | ----- | -------------- |
| 2023-2024 |    | –  | –  | –  |    | –            | –            | –            | –            | –            |       | -            |  | 1     | –     | -     | 1              |
| Totaal    |    | –  | –  | –  |    | –            | –            | –            | –            | –            |       | –            |  | 1     | -     | -     | 1              |

#### Podiumplaatsen elite
| Legenda                       |
| ----------------------------- |
| Wereldkampioenschappen        |
| Continentale kampioenschappen |
| Nationale kampioenschappen    |
| Wereldbeker                   |
| Superprestige                 |
| Trofee                        |
| Overige veldritten            |

| Nr.           | Seizoen       | Datum            | Veldrit                              | Cat.          | Wedstrijdserie |       |
| Overwinningen | Overwinningen | Overwinningen    | Overwinningen                        | Overwinningen | Overwinningen  |       |
| ------------- | ------------- | ---------------- | ------------------------------------ | ------------- | -------------- | ----- |
| 1.            | 2023-2024     | 18 november 2023 | Owocowy Przelaj Laskowice, Laskowice | C2            | Overige        | [ 2 ] |
| 2e plaatsen   |               |                  |                                      |               |                |       |
| 3e plaatsen   |               |                  |                                      |               |                |       |

### Wegwielrennen
2021
2e etappe (deel B) Belgrade GP Woman Tour
Jongerenklassement Belgrade GP Woman Tour
2022
Berg- en jongerenklassement Princess Anna Vasa Tour
3e etappe Ronde van Toscane
Jongerenklassement Ronde van Toscane
1e en 3e etappe Watersley Womens Challenge
Eindklassement Watersley Womens Challenge
2023
1e en 5e etappe Gracia Orlová
Puntenklassement Gracia Orlová
1e en 3e etappe Tour de Feminin
Punten- en jongerenklassement Tour de Feminin
Punten- berg- en jongereklassement Princess Anna Vasa Tour
2e etappe Watersley Womens Challenge
Eindklassement Watersley Womens Challenge
2024
 Nationaal kampioene op de weg, Elite
2025
Bergklassement Ronde van Groot-Brittannië
La Picto-Charentaise

### Resultaten in voornaamste wedstrijden
| Jaar | Ronde van Italië | Ronde van Frankrijk | Ronde van Spanje |
| ---- | ---------------- | ------------------- | ---------------- |
| 2022 |                  |                     |                  |
| 2023 |                  |                     |                  |
| 2024 |                  |                     |                  |
| 2025 |                  | 4e                  |                  |

| Jaar | Milaan-San Remo | Amstel Gold Race | Strade Bianche | Trofeo Alfredo Binda |  | WK op de weg |
| ---- | --------------- | ---------------- | -------------- | -------------------- |  | ------------ |
| 2022 |                 |                  |                |                      |  | 45e          |
| 2023 |                 |                  |                |                      |  | 43e          |
| 2024 |                 |                  |                |                      |  | 45e          |
| 2025 | 17e             | opgave           | 23e            | 15e                  |  |              |

## Ploegen
- 2021 –  Mat Atom Deweloper
- 2022 –  ATOM Deweloper Posciellux.pl Wrocław
- 2023 –  MAT Atom Deweloper Wrocław
- 2024 –  UAE Team ADQ
- 2025 –  UAE Team ADQ

al Sayegh · Amialiusik · Bertizzolo · Bujak · Carbonari · Consonni · Gasparrini · Gillespie (vanaf 9/6) · Harvey · Holden · Ivanchenko · Kumięga · Magnaldi · Neumanová · Persico · Swinkels · Włodarczyk
al Sayegh · Amialiusik · Bäckstedt · Bertizzolo · Blasi (vanaf 14/5) · Chapman · Gasparrini · Gillespie · Holden · Ivanchenko · Longo Borghini · Magnaldi · Marturano · Neumanová · Persico · van Rooijen · Squiban · Swinkels · Włodarczyk